# Magdalena de Nassau-Dillenburg
Magdalena de Nassau-Dillenburg (15 de diciembre de 1547 en el Castillo de Dillenburg en Dillenburg - 16 de mayo de 1633 en Öhringen) fue la hija del Conde Guillermo I de Nassau-Dillenburg y de su segunda esposa, Juliana de Stolberg. Magdalena era una hermana de Guillermo el Taciturno.

## Biografía
Magdalena pasó la mayor parte de su vida en el castillo de Weikersheim. Su rutina diaria consistía en organizar la vida de la corte y la vida de su familia. También trabajó en la farmacia del castillo, donde daba medicinas a los pobres, una práctica que había empezado su madre. 
Fue descrita como muy generosa, dando dinero, comida y medicinas a los pobres y a los necesitados. 
Murió en Öhringen en 1633.

## Matrimonio e hijos

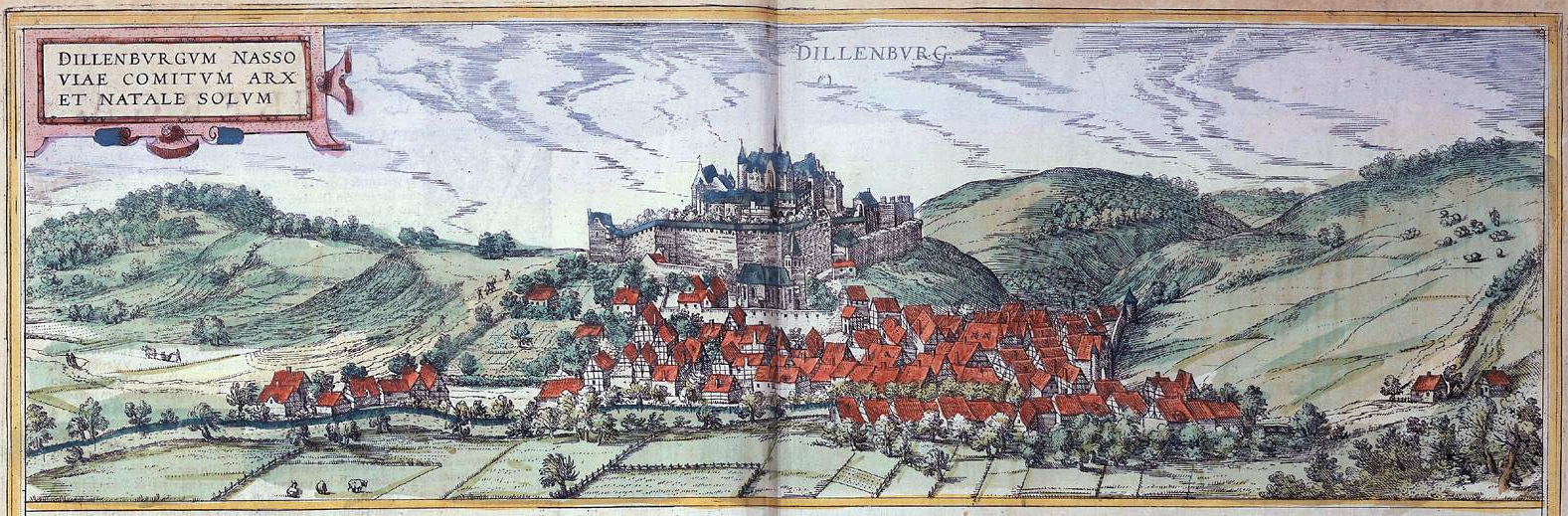
Castillo de Dillenburg.

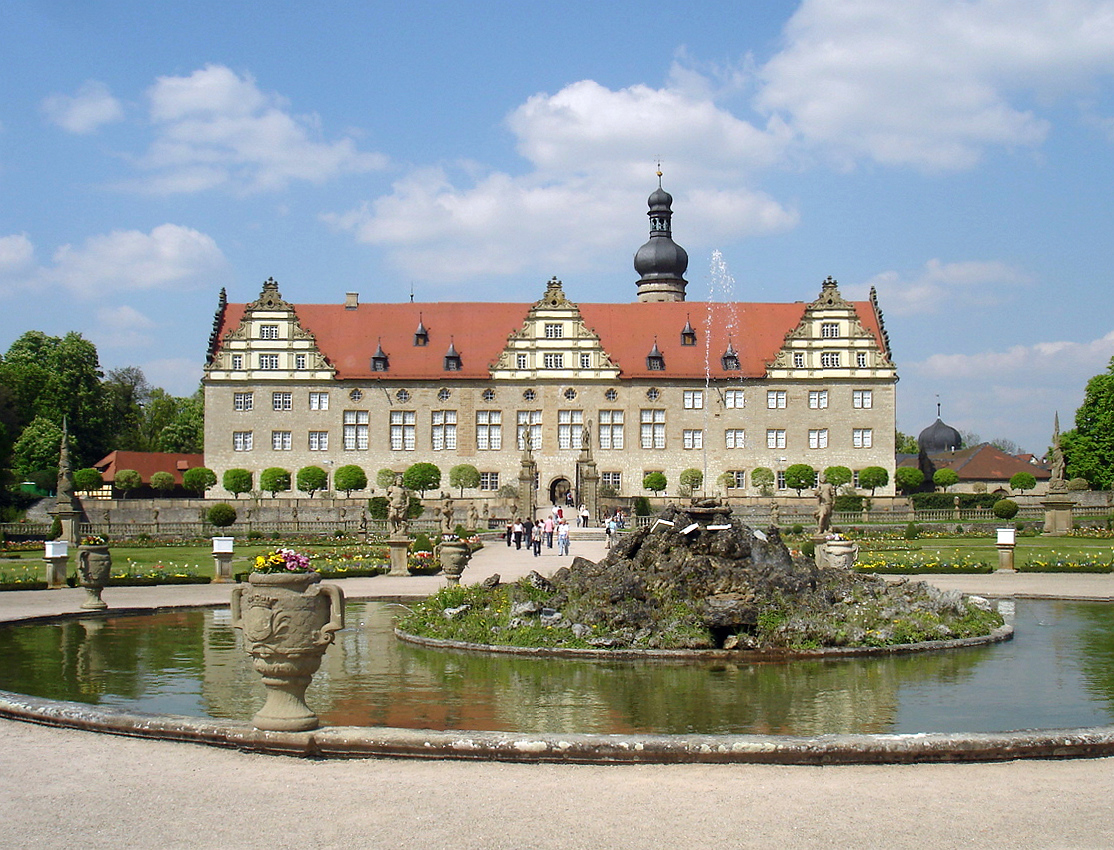
Castillo de Weikersheim.

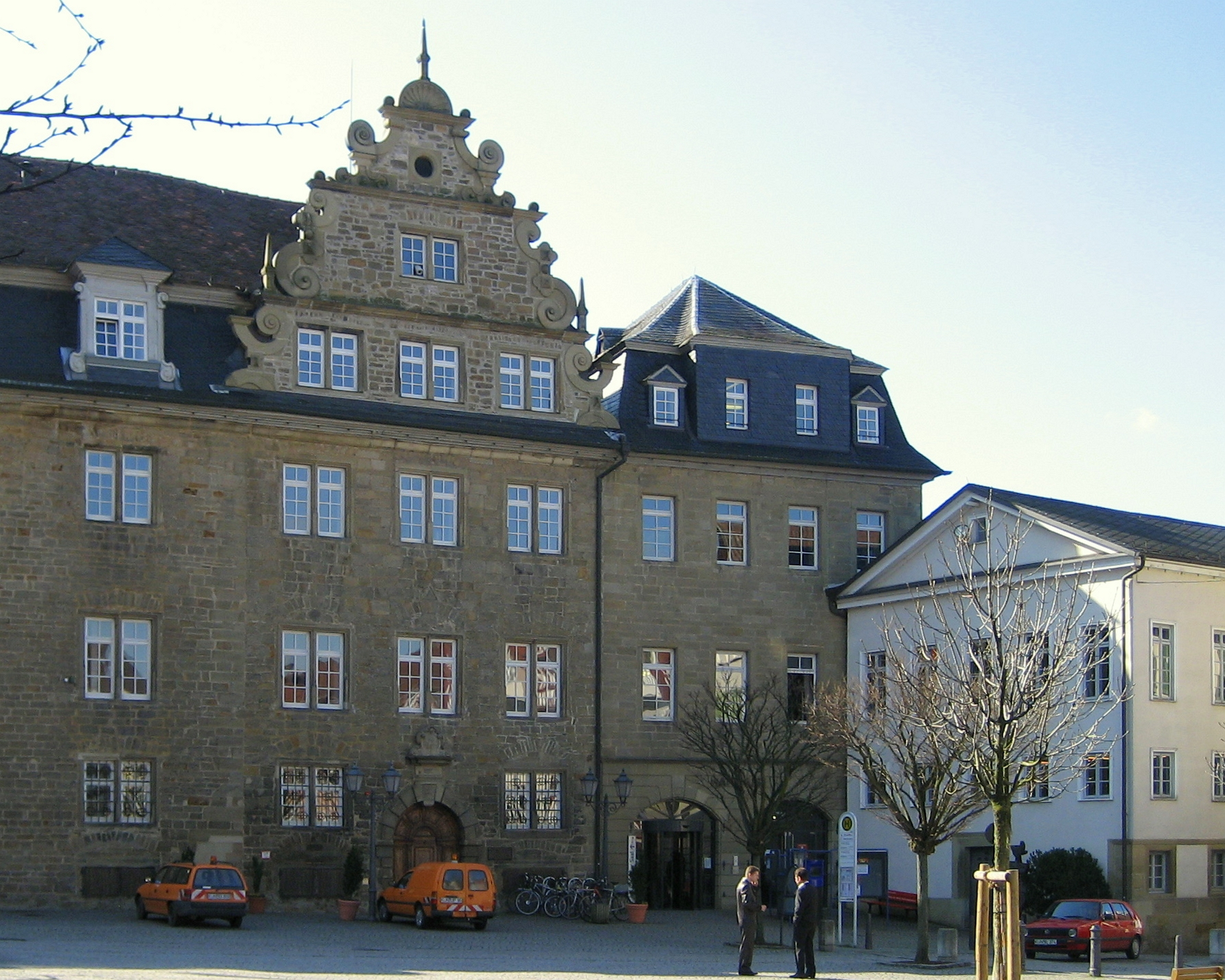
Castillo de Öhringen.

El 27 de enero de 1567 en el Castillo de Dillenburg, contrajo matrimonio con el Conde Wolfgang de Hohenlohe-Weikersheim. Él era un hijo de Luis Casimiro de Hohenlohe-Waldenburg y Ana de Solms-Lich. Tuvieron los siguientes hijos:
- Catalina (1567-1615)
- Ana Inés (2 de septiembre de 1568 - 8 de septiembre de 1616), desposó a Felipe Ernesto de Gleichen-Tonna (m. 1619), el Conde de Gleichen, Tonna, Spiegelberg y Pyrmont. Él era el hijo del Conde Jorge de Gleichen-Tonna (m. 1570) y de la Condesa Walpurga de Spiegelberg (m. 1599).
- Jorge Federico (5 de septiembre de 1569 - 7 de julio de 1645)
- Juliana (23 de julio de 1571 - 8 de marzo de 1634), desposó a Wolfgang II de Castell-Remlingen.
- Magdalena (27 de diciembre de 1572 - 2 de abril de 1596), desposó al Conde Enrique I de Reuss-Gera (10 de junio de 1572 en Gera - 13 de diciembre de 1635 en Gera). Él era el hijo del conde Enrique XVI de Reuss-Gera (1530-1572) y su segunda esposa Dorotea de Solms-Sonnewalde (1547-1595).
- Praxedis (1 de mayo de 1574 - 15 de agosto de 1633)
- Marta (29 de abril de 1575 - 19 de diciembre de 1632), desposó a Juan Casimiro de Leiningen-Westerburg (m. 1635)
- María Isabel (12 de junio de 1575 - 31 de enero de 1605), desposó al Conde Juan Reinardo I de Hanau-Lichtenberg (13 de febrero de 1569 en Bitche - 19 de noviembre de 1625 en Lichtenberg). Él era el hijo del Conde Felipe V de Hanau-Lichtenberg y de Ludovica Margarita de Zweibrücken-Bitsch (19 de julio de 1540 en Ingweiler - 15 de diciembre de 1569 en Buchsweiler)
- Luis Casimiro (4 de febrero de 1578 - 16 de septiembre de 1604)
- Catalina Juana (6 de julio de 1579 - 28 de noviembre de 1615)
- Crato VII (14 de noviembre de 1582 - 11 de octubre de 1641), desposó a la Condesa Palatina Sofía de Zweibrücken-Birkenfeld, la hija del Conde Palatino Carlos I de Zweibrücken-Birkenfeld y de Dorotea de Brunswick-Luneburgo.
- Felipe Ernesto (11 de agosto de 1584 - 29 de enero de 1628), desposó a Ana María de Solms-Sonnewalde (14 de enero de 1585 en Sonnewalde - 20 de noviembre de 1634 en Ottweiler). Ella era una hija del Otón de Solms-Sonnewalde (25 de junio de 1550 en Sonnewalde - 29 de enero de 1612 en Sonnewalde) y de Ana Amalia de Nassau-Weilburg (12 de octubre de 1560 en Weilburg - 6 de enero de 1635 en Estrasburgo). Ana Amalia era la hija mayor del Conde Alberto de Nassau-Weilburg.
- Alberto (30 de diciembre de 1585 - 21 de octubre de 1605)
- Wolfgang Ernesto (11 de agosto de 1584 - 29 de enero de 1588)
- Dorotea Walburga (20 de septiembre de 1590 - 20 de septiembre de 1656), desposó a Felipe Enrique de Hohenlohe-Waldenburg (3 de junio de 1591 en Waldenburg - 22 de marzo de 1644), quien fue Conde de Hohenlohe-Waldenburg desde 1615 hasta su muerte. Él era un hijo de Jorge Federico I de Hohenlohe-Waldenburg (1562-1660) y de Dorotea de Reuss-Plauen (1570-1631)

- Datos: Q1868984
- Multimedia: Magdalena of Nassau-Dillenburg / Q1868984